# Sleepwalk
Sleepwalk es una película de 1986 escrita y dirigida por Sara Driver. Fue nominada al premio del jurado en el Festival de Cine de Sundance de 1987.

## Argumento
Ambientada en el barrio Chinatown de Nueva York, la historia es protagonizada por Nicole (Suzanne Fletcher) que trabaja para una tienda de impresiones y mecanografía, y pasa largas horas frente a la computadora día tras día, mientras que su hijo Jimmy permanece en casa bajo el cuidado de la avariciosa compañera de cuarto, Isabelle (Ann Magnuson). Un día, dos hombres irrumpen en su tienda, Dr. Gou (Stephen Chen) y Barrington (Tony Todd). Conociendo la fluidez de Nocole en el idioma chino, los hombres la contratan para traducir un misterioso antiguo manuscrito chino, que no deberá pasar por otras manos más que las de ella y le dicen que tendrá tres días para completar la traducción, por la cual abmos individuos la hen prometido una suma inespecífica de dinero. Nicole comienza a traducir las escrituras, y lo que en un principio parecían inocentes cuentos de hadas y leyendas, repidamente se transforman en presagios de eventos siniestros en la vida de Nicole.

## Reparto
| Actor            | Personaje  |
| ---------------- | ---------- |
| Suzanne Fletcher | Nicole     |
| Ann Magnuson     | Isabelle   |
| Dexter Lee       | Jimmy      |
| Stephen Chen     | Dr Gou     |
| Tony Todd        | Barrington |
| Richard Boes     | The thief  |
| Ako              | Ecco Ecco  |
| Harvey Perr      | Matt       |
| Jim Stark        | Detective  |
| Joe Dell'Olio    | Policeman  |
| Roberta Wright   | Fence      |
| Steve Buscemi    | Worker     |